# Johan Christoph III van Puchheim

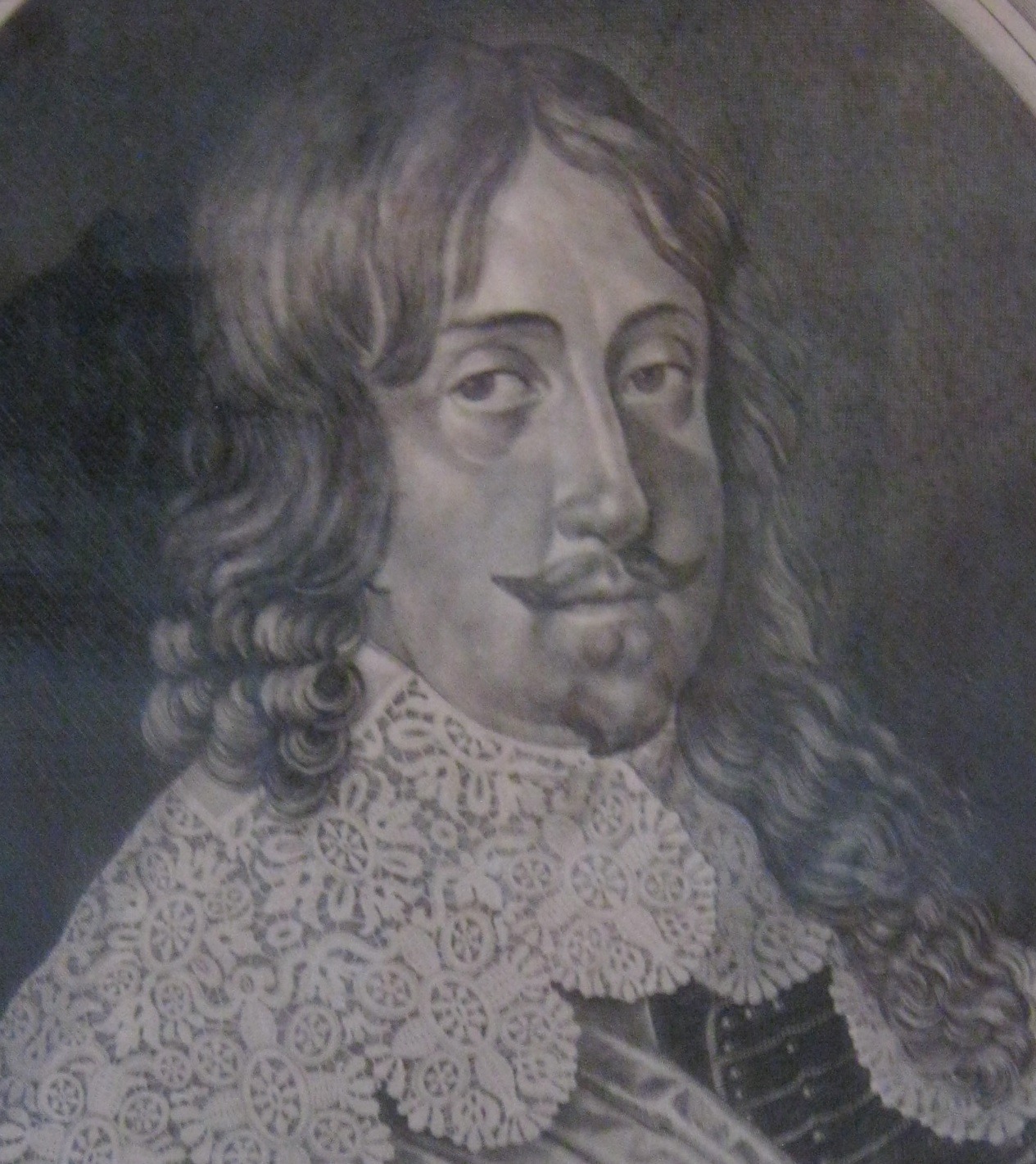

Johan Christoph III graaf van Puchheim (1605 - 1657) was een Oostenrijks edelman en keizerlijk veldmaarschalk in de Dertigjarige Oorlog.
Hij was succesvol tijdens gevechten in Hongarije in 1644 en hij verdreef ook de Zweedse troepen uit Neder-Oostenrijk. In 1648 werd hij benoemd tot veldmaarschalk en vice-president van de keizerlijke Hofkrijgsraad.